# Vepris ngamensis
Vepris ngamensis är en vinruteväxtart som beskrevs av Verdoorn. Vepris ngamensis ingår i släktet Vepris och familjen vinruteväxter. Inga underarter finns listade i Catalogue of Life.